# Ranko Popović
Ranko Popović (født 26. juni 1967) er en tidligere serbisk fodboldspiller og træner.